# Jordan Cove
Die Jordan Cove ist eine kleine Bucht an der Südküste von Bird Island vor dem westlichen Ende von Südgeorgien.
Der South Georgia Survey nahm zwischen 1951 und 1957 Vermessungen der Bucht vor. Das UK Antarctic Place-Names Committee benannte sie 1958 nach dem US-amerikanischen Naturforscher David Starr Jordan (1851–1931), der sich nach seiner Zeit als Bevollmächtigter für die Untersuchung der Pelzrobbenbestände im nördlichen Pazifik (1896–1897) für den Schutz dieser Tiere, zu deren Verbreitungsgebiet auch die hier beschriebene Bucht gehört, einsetzte.